# 34e Ryūō (shogi) 2020-2021
«Édition précédente (33)
34e Ryūō
Édition suivante (35)»

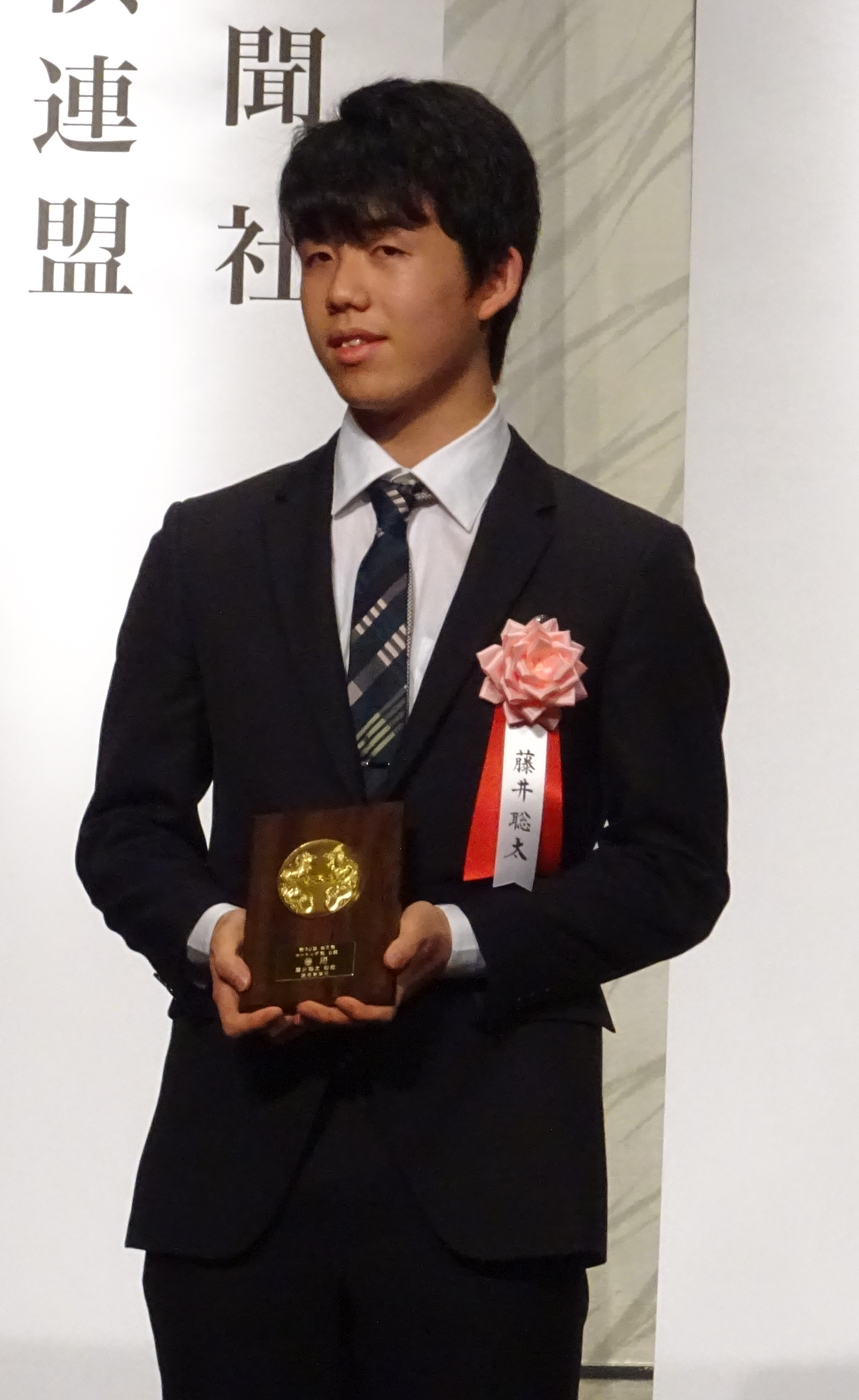
Sota Fujii, vainqueur du tournoi.

Le 34e Ryūō est une compétition de shogi organisée au Japon entre 2020 et 2021 et compte pour la saison 2020-2021.

## Ryuosen Nana-Ban Shobu
Le Championnat Ryūō a opposé dans un match en 7 parties le Roi Dragon Masayuki Toyoshima au vainqueur du tournoi des candidats Sōta Fujii. Sōta Fujii triple couronne remporte son premier Ryūō devenant ainsi à 19 ans et 3 mois le plus jeune quadruple couronne de l'histoire.
| Sōta Fujii                            | Sōta Fujii | Sōta Fujii         | Sōta Fujii  | Sōta Fujii  | Sōta Fujii         | Sōta Fujii  | Sōta Fujii  | Sōta Fujii  | Sōta Fujii  | Sōta Fujii                      |
| 藤井 聡太                             | 藤井 聡太  | 藤井 聡太          | 藤井 聡太   | 藤井 聡太   | 藤井 聡太          | 藤井 聡太   | 藤井 聡太   | 藤井 聡太   | 藤井 聡太   | 藤井 聡太                       |
| Partie                                | Date       | Sente              | Sente       | Né e        | Gote               | Gote        | Né en       | Toyoshima   | S.Fujii     | Lieu                            |
| ------------------------------------- | ---------- | ------------------ | ----------- | ----------- | ------------------ | ----------- | ----------- | ----------- | ----------- | ------------------------------- |
| 1                                     | 08/10      | Sōta Fujii         | 藤井 聡太   | 2002        | Masayuki Toyoshima | 豊島 将之   | 1990        |             | 1           | Serurian Tawā Shibuya Tokyo     |
| 2                                     | 22/10      | Masayuki Toyoshima | 豊島 将之   | 1990        | Sōta Fujii         | 藤井 聡太   | 2002        |             | 2           | Ninna-ji Ukyo Kyoto             |
| 3                                     | 30/10      | Sōta Fujii         | 藤井 聡太   | 2002        | Masayuki Toyoshima | 豊島 将之   | 1990        |             | 3           | Iwaki (Fukushima)               |
| 4                                     | 12/11      | Masayuki Toyoshima | 豊島 将之   | 1990        | Sōta Fujii         | 藤井 聡太   | 2002        |             | 4           | Ube (Yamaguchi)                 |
| 5                                     | 26/11      | Non Disputé        | Non Disputé | Non Disputé | Non Disputé        | Non Disputé | Non Disputé | Non Disputé | Non Disputé | Entsu-ji (ja) Kurashiki Okayama |
| 6                                     | 04/11      | Non Disputé        | Non Disputé | Non Disputé | Non Disputé        | Non Disputé | Non Disputé | Non Disputé | Non Disputé | Ibusuki, (Kagoshima)            |
| 7                                     | 17/11      | Non Disputé        | Non Disputé | Non Disputé | Non Disputé        | Non Disputé | Non Disputé | Non Disputé | Non Disputé | Kōfu, (Yamanashi)               |
| Sōta Fujii bat Masayuki Toyoshima 4-0 |            |                    |             |             |                    |             |             |             |             |                                 |

### Parties
1. ↑  (ja) 6shogi, « ▲Sota Fujii– △Masayuki Toyoshima 1-0 "Aigakari" 34e Ryuo, Nanaban shobu, partie 1 », sur ロックショウギ,‎ 8 octobre 2021 (consulté le 4 octobre 2022)
2. ↑  (ja) 6shogi, « ▲Masayuki Toyoshima – △Sota Fujii 0-1 "Aigakari" 34e Ryuo, Nanaban shobu, partie 2 », sur ロックショウギ,‎ 22 octobre 2021 (consulté le 4 octobre 2022)
3. ↑  (ja) 6shogi, « ▲Sato Fuji– △Masayuki Toyoshima 1-0 "Kakugawari Aihayakurigin" 34 Ryuo, Nanaban Shobu, partie 3 », sur ロックショウギ,‎ 30 octobre 2021 (consulté le 4 octobre 2022)
4. ↑  (ja) 6shogi, « ▲Masayuki Toyoshima – △Sota Fujii 0-1 "Kakugawari Aishikokake gin" 34 Ryuo, Nanaban shobu, partie 4 », sur ロックショウギ,‎ 12 novembre 2021 (consulté le 4 octobre 2022)

## Kessho Tonamento (Tournoi des Candidats)
Ce tournoi a opposé 11 joueurs :
- 5 issus de la classe 1 ;
- 2 issus de la classe 2 ;
- 1 issu de la classe 3 ;
- 1 issu de la classe 4 ;
- 1 issu de la classe 5 ;
- 1 issu de la classe 6.

Les deux finalistes se sont affrontés dans un match en 3 parties.

### Chōsen-sha kettei (Finale des Candidats)
La finale des candidats a opposé dans un match en trois parties Sōta Fujii triple couronne a Takuya Nagase Ōza.
| Partie | Date  | Sente         | Sente     | Né en | Gote          | Gote      | Né en | S.Fujii | Nagase | Lieu |
| ------ | ----- | ------------- | --------- | ----- | ------------- | --------- | ----- | ------- | ------ | ---- |
| 1      | 13/08 | Takuya Nagase | 永瀬 拓矢 | 1992  | Sōta Fujii    | 藤井 聡太 | 2002  | 1       | 0      |      |
| 2      | 21/08 | Sōta Fujii    | 藤井 聡太 | 2002  | Takuya Nagase | 永瀬 拓矢 | 1992  | 2       | 0      |      |
| 3      | 05/09 |               |           |       |               |           |       |         |        |      |

#### Parties
1. ↑  (ja) 6shogi, « ▲Takuya Nagase– △Sota Fujii 0-1 "sankenbisha aianaguma" 34e Ryuo, Chōsen-sha kettei, partie 1 », sur ロックショウギ,‎ 11 août 2021 (consulté le 5 octobre 2022)
2. ↑  (ja) 6shogi, « ▲Sota Fujii △Takuya Nagase 1-0 "Aigakari"  34e Ryuo, Chōsen-sha kettei, partie 2 », sur ロックショウギ,‎ 29 août 2021 (consulté le 5 octobre 2022)

### Tableau Principal
Les deux finalistes s'affrontent dans un match en trois parties.
| 1er Cl. 1 | Takuya Nagase     | 永瀬 拓矢  | 1992 | Takuya Nagase     | Takuya Nagase     | Takuya Nagase     | Takuya Nagase     | Takuya Nagase    | Takuya Nagase |
| 4e Cl. 1  | Yoshiharu Habu    | 羽生善治   | 1970 | Yoshiharu Habu    | Yoshiharu Habu    | Yoshiharu Habu    | Yoshiharu Habu    | Nobuyuki Yashiki | Takuya Nagase |
| 5e Cl.1   | Amahiko Satō      | 佐藤 天彦  | 1988 | Amahiko Satō      | Amahiko Satō      | Amahiko Satō      | Nobuyuki Yashiki  | Nobuyuki Yashiki | Takuya Nagase |
| 1er Cl.4  | Nobuyuki Yashiki  | 屋敷 伸之  | 1972 | Nobuyuki Yashiki  | Nobuyuki Yashiki  | Nobuyuki Yashiki  | Nobuyuki Yashiki  | Nobuyuki Yashiki | Takuya Nagase |
| 1er Cl.5  | Mirai Aoshima     | 青嶋未来   | 1995 | Mirai Aoshima     | Mirai Aoshima     | Nobuyuki Yashiki  | Nobuyuki Yashiki  | Nobuyuki Yashiki | Takuya Nagase |
| 1er Cl.6  | Shōgo Orita       | 折田翔吾   | 1989 | Shōgo Orita       | Mirai Aoshima     | Nobuyuki Yashiki  | Nobuyuki Yashiki  | Nobuyuki Yashiki | Takuya Nagase |
| 3e Cl. 1  | Takayuki Yamasaki | 山崎隆之   | 1981 | Takayuki Yamasaki | Takayuki Yamasaki | Takayuki Yamasaki | Takayuki Yamasaki | Sōta Fujii       | Sōta Fujii    |
| 1er Cl.2  | Sōta Fujii        | 藤井聡     | 2002 | Sōta Fujii        | Sōta Fujii        | Sōta Fujii        | Sōta Fujii        | Sōta Fujii       | Sōta Fujii    |
| 2e Cl. 2  | Wataru Yashiro    | 八代弥     | 1994 | Wataru Yashiro    | Wataru Yashiro    | Wataru Yashiro    | Wataru Yashiro    | Wataru Yashiro   | Sōta Fujii    |
| 1er Cl.3  | Tatsuya Sanmaidō  | 三枚堂達也 | 1993 | Tatsuya Sanmaidō  | Tatsuya Sanmaidō  | Tatsuya Sanmaidō  | Wataru Yashiro    | Wataru Yashiro   | Sōta Fujii    |
| 2e Cl. 1  | Toshiaki Kubo     | 久保利明   | 1975 | Toshiaki Kubo     | Toshiaki Kubo     | Toshiaki Kubo     | Toshiaki Kubo     | Wataru Yashiro   | Sōta Fujii    |